# سيكورسكي إس-92
سيكورسكي إس-92 (بالإنجليزية: Sikorsky S-92) هي مروحية أنتجت في 1998 بالولايات المتحدة. من صناعة سيكورسكي للطائرات. كان أول طيران لها في ديسمبر 23, 1998. دخلت الخدمة في 2004، صنع منها 129 طائرة، وسعر الطائرة الواحدة منها هو 32 مليون دولار.

## مشغلون

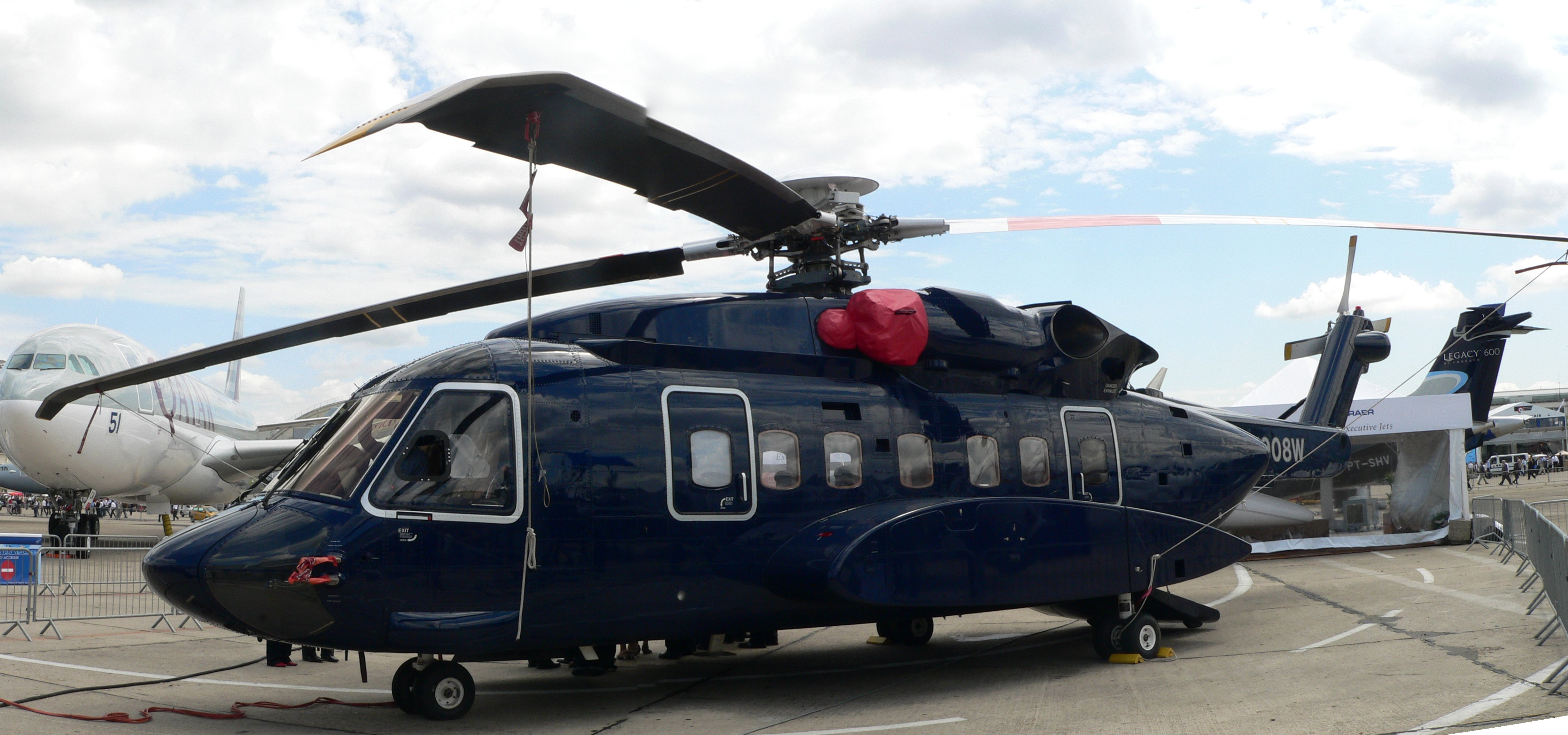
سيكورسكي إس-92 في معرض باريس الجوي 2007

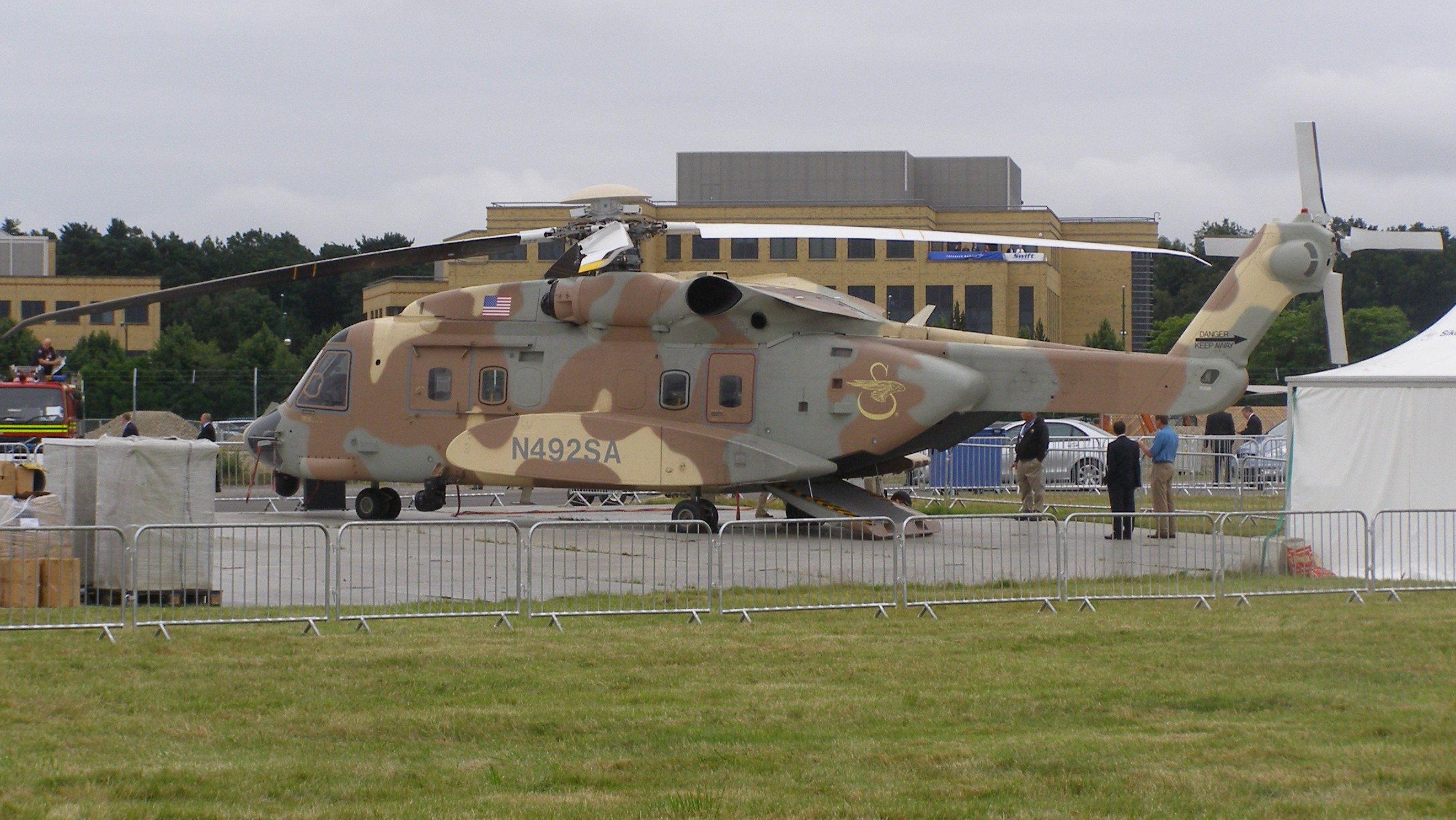
1. 4 معروضةمعرض فارنبورو الجوي 2008

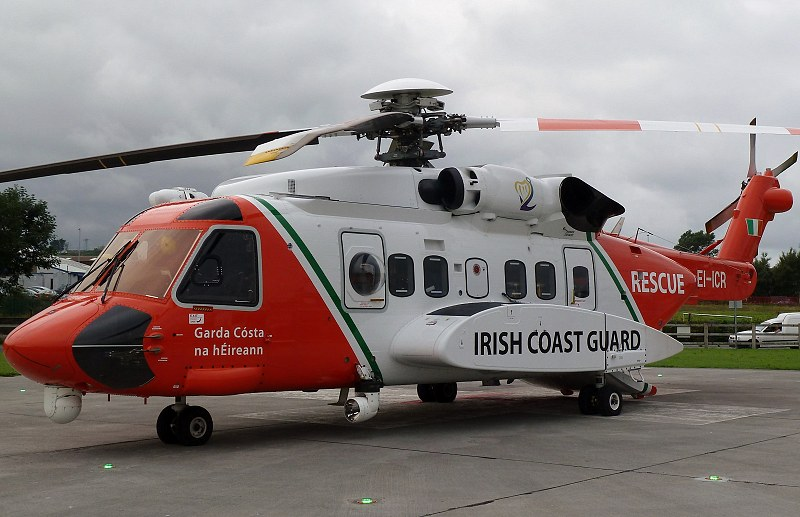
سيكورسكي إس-92 تابعة لخفر السواحل الأيرلندي

### مشغلون حكوميون
أذربيجان
- السياسة في أذربيجان [1][2]

 البحرين
- الجناح الجوي الملكي البحريني [3]

 كندا
- See سيكورسكي سي إتش-148 سايكلون

 جمهورية أيرلندا
- Irish Coast Guard[4][5]

 الكويت
- القوة الجوية الكويتية[6][7]

 السعودية
- وزارة الداخلية (السعودية)[8]

 كوريا الجنوبية
- حكومة كوريا الجنوبية[9][10]
- خفر سواحل جمهورية كوريا (on order) [11]

 تايلاند
- حكومة تايلاند - 3 [12]

 تركيا
- مجلس وزراء تركيا[13]

 تركمانستان
- Government of Turkmenistan - 2 [14][15]

 المملكة المتحدة
- Her Majesty's Coastguard - 4 [16][17]

### مشغلون مدنيون
بروناي
- رويال داتش شل [18]

 البرازيل
- Líder Aviação [19]

 كندا
- CHC Helicopter [20]
- Cougar Helicopters [21]

 الصين
- Eastern General Aviation [22]
- خطوط جنوب الصين الجوية [23][24]

 النرويج
- Bristow Norway [25][26]